# Фазан звичайний
Фазан звичайний (Phasianus colchicus) — птах підродини Фазанних ряду куроподібних. У природі раніше зустрічався в Азії, пізніше вид було інтродуковано в інші частини світу.

## Опис

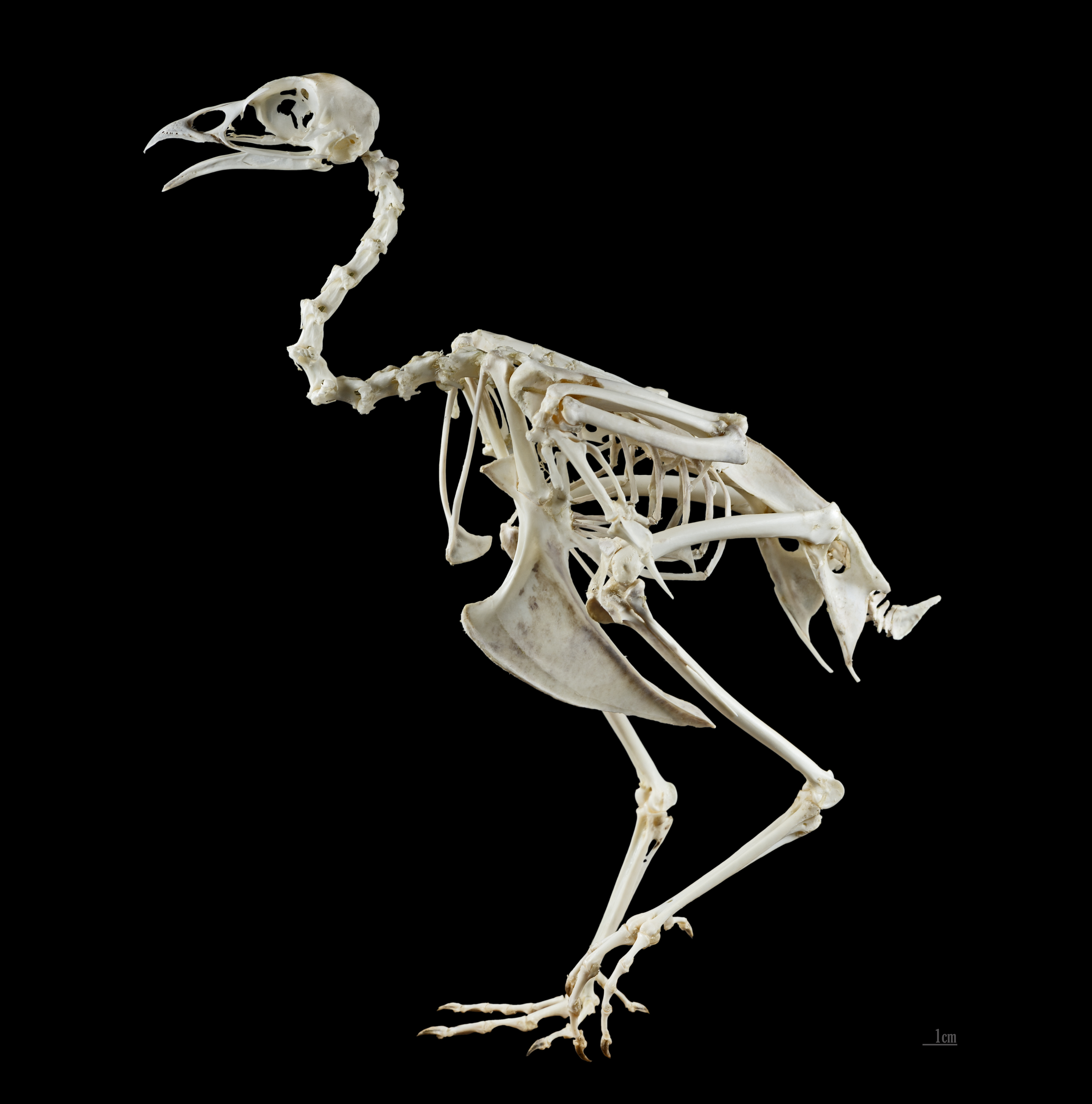
Скелет

Птах має довжину тулуба до 85 см, вагу до 2 кг, довгий клиноподібний хвіст з 18 пір'їв. Має гачкуватий дзьоб. Пір'я на тілі у самців фазанів яскраве та красиве різного кольору — золотавого, темно-зеленого, помаранчевого, фіолетового. По краях голови тріпотять пучки подовжених пір'їн, які утворюють щось на зразок ріжків. Хвіст має жовто-бурий колір з мідно-фіолетовим відливом. Самець набагато більший за самицю. Самиці фазана дуже бліді, мають тіло буро-жовтого кольору з фіолетово-рожевим відливом.

## Поведінка
Фазан звичайний — дуже обережний та боязкий птах. За першої нагоди намагається втекти. Дуже гарно бігає та стрибає. Вважається одним з найкращих стрибунів із куроподібних. У той же час фазан не дуже добре літає. Може пролетіти 70-150 м, але швидко виснажується. Тому намагається не часто літати.

Сплять вони на деревах або в густій рослинності на землі.

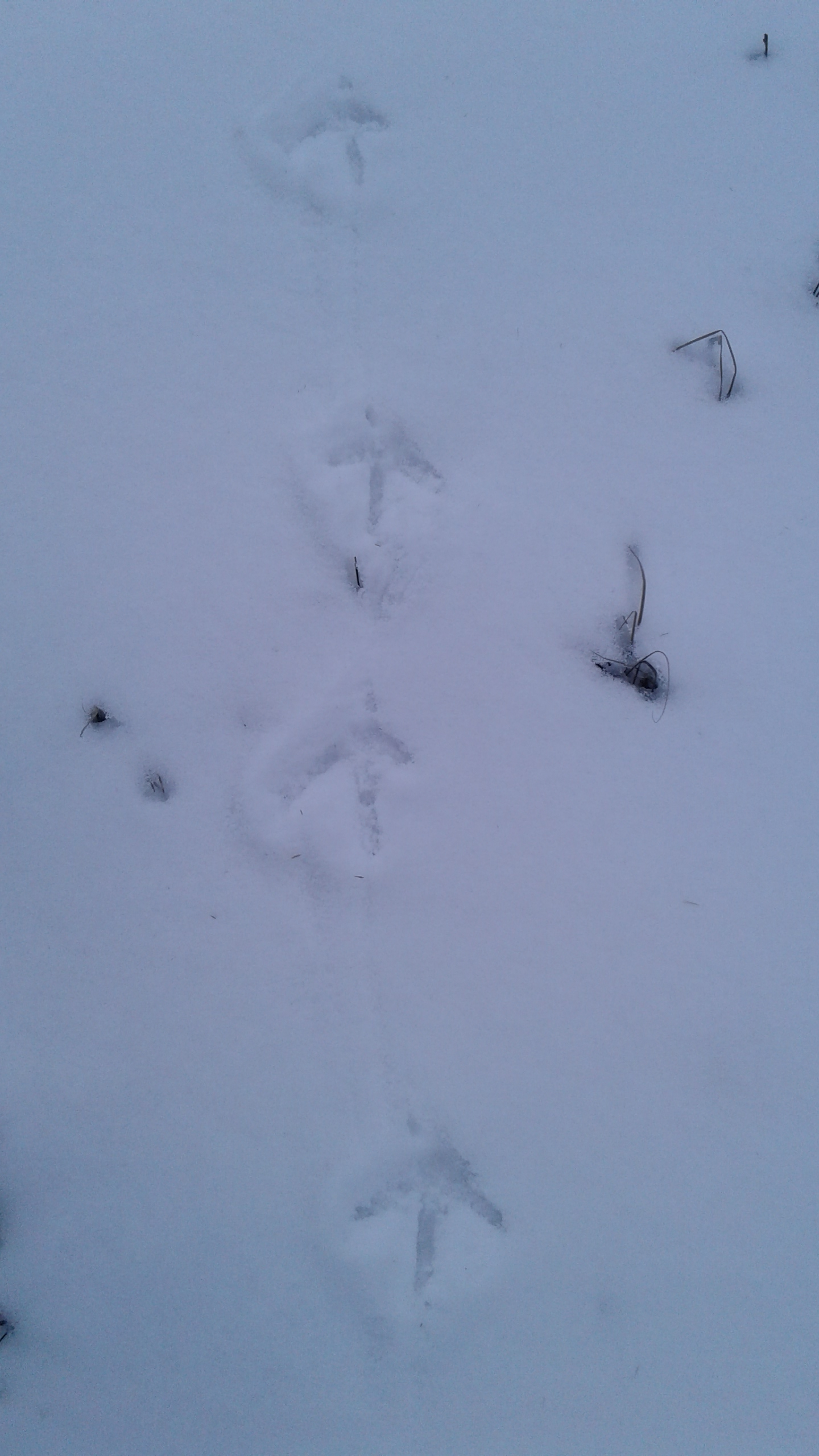
Сліди фазана

Слід фазана, перекошений — палець II явно коротший, ніж палець IV. Палець I дуже зменшений, тож іноді його не помітно на стежці. Загальна довжина сліду, зазвичай 65-75 мм, ширина 60-65 мм.

## Розповсюдження та місця існування
Фазан звичайний це південний птах. Мешкає у Передній та Центральній Азії до Китаю, Корейського півострова та Японських островів. На північ розповсюджений до дельти річки Волга, мешкає в Грузії, Азербайджані, Вірменії, на північному Кавказі. Фазани звичайні водяться у Середній Азії, Казахстані. Ще на початку XX ст. фазан був дуже широко розповсюджений на цих територіях. так, у 30-х роках у Середній Азії на 1 км² було 150 птахів. В одному лише Таджикистані водилося близько 1,5 млн фазанів звичайних. Проте внаслідок діяльності людини — браконьєрства, випалювання трави та очерету — чисельність фазану суттєво зменшилася.
Фазана успішно розводять також у Європі та Північній Америці. Для цього існують відповідні програми з акліматизації цього птаха.
На території України поширений у південних та південно-східних районах, а також на Закарпатській рівнині і у Волинський області. Зокрема на території Національного природного парку «Тузлівські лимани», що на Одещині, серед 270 видів птахів, добре акліматизувались декілька десятків фазанів.
Фазан звичайний живе здебільшого біля води та в чагарниках, полюбляє заплавні ліси. Харчується здебільшого рослинною їжею, а також комахами, молодими мишами, ящірками, зміями. Більшу частину свого життя проводить на землі. Головні вороги: лисиці, сови, яструби, вовки.

## Розмноження

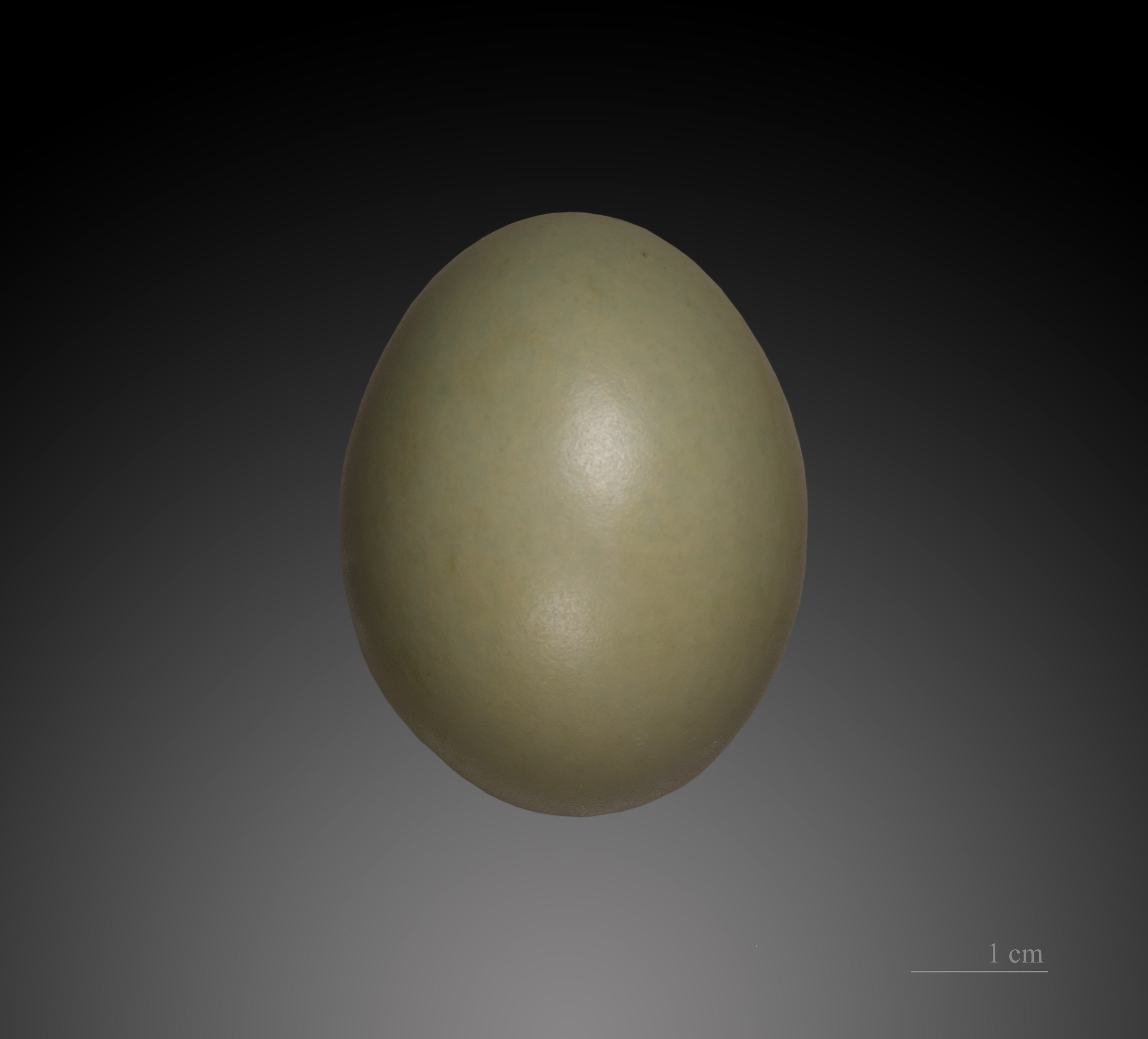
Яйце в оологічній колекції

Токування починається з березня. Самці займають гніздові угіддя. Після цього ходять по них з криками «гу-гу-гу», «кох-кох», «ке-ке». Довжина прогулянок самця становить 400—500 м з перервою на харчування на 30-40 хв.
Токування триває до 4 місяців й закінчується на початку червня. Будується гніздо, яке має вигляд невеликого поглиблення у ґрунті, облаштовується гілочками, рослинами та пір'ям. У 1 кладці буває від 7 до 18 яєць, частіше за все — 8-14 яєць. Яйця мають оливково-бурий колір із зеленуватим відтінком. Розмір їх становить — 42х46х33-37 мм. Як правило відкладають яйця у квітні-травні. Самка висиджує яйця 21-23 (максимально 27) днів. За цей час вона втрачає до 40 % своєї ваги.
Пташенята з'являються з густим пухом, швидко починають бігати та самостійно харчуватися. Незабаром вони вже можуть злітати на 30 см. Через 4-5 місяців вони досягають розмірів дорослих фазанів. Наприкінці липня-на початку серпня пташенята об'єднуються у зграї до 50 голів. Їх водить самка фазана.
Восени фазани починають збиватися у зграї. Самці окремо — до 100 голів, самиці окремо — до 10 голів.

## Значення
Фазан звичайний є цінним мисливсько-промисловим птахом, що має дуже смачне м'ясо. В багатьох країнах є улюбленим об'єктом полювання. До того ж його досить часто розводять у спеціалізованих господарствах.